# 海因里希·克蘭普夫
海因里希·克蘭普夫（Heinrich Krampf，1888年9月1日 - 1963年11月16日）是一位纳粹德国德意志国防军将领，曾在第二次世界大戰期间指挥过第16步兵師以及第304步兵師。